# Михайлівська церква (Ніжин)
Михайлівська церква — пам'ятка архітектури в м. Ніжин, Чернігівська область, один з варіантів древнього типу однокупольних церков з апсидами-кліросами, стародавний за типологією приклад кам'яної архітектури.

## Історія
Михайлівська церква в Ніжині була побудована в 1719–1729 рр., грецькою громадою м. Ніжин. Церква розташована поруч із колишньою торговою площею в межах історичної забудови сучасного Ніжина.
Постійне зростання грецької громади в Ніжині та збір достатніх коштів дозволили грекам розпочати в 1714 році перебудову дерев'яної Михайлівської церкви. За дозволом гетьмана Івана Скоропадського вони, на місці попереднього дерев'яного храму, заклали кам'яний фундамент. Будівництво тривало понад 10 років, його завершив у 1729 році священик Микола Босняк. Останній і був ктитором храму протягом 1719–1739 років. 
28 травня 1731 року храм освятив митрополит Київський Рафаїл Заборовський. Ця урочиста подія в житті ніжинських греків увічнена написом на мармуровій дошці, яка і досі зберігається в інтер'єрі храму. «Приходський літопис» грецької Михайлівської церкви початку XIX ст. так подає зміст цього меморіального напису: «Воздвигнут сей храм архистратигов Михайла й Гавриила при ктиторстви господина Миколая Михайловича Босняка, коему храму заложено основание из согласия всех братьев 1714-го году, й оставалась без производства работ до 1725 года. Затем, продолжая работу, окончен в 1729 году, й по приезде из Киева архиерея господина Рафаила, освящен в 1731-м году расходами братьев».
У 30-х роках XIX століття прискорюється занепад Грецького Братства в Ніжині. Це пов'язане було з тим, що внаслідок імперських реформ російського самодержавства Ніжин з великого полкового міста та важливого центру торгівлі поступово перетворився на глуху провінцію, після перемоги в Греції національно-визвольної революції та проголошення в 1830 році державної незалежності ніжинські греки поступово починають повертатися на історичну батьківщину або переселятися до великих портових міст на півдні України та Росії. В Ніжині залишилися тільки ті, хто не мав коштів на переїзд та породичався з місцевими жителями. Якщо в 1746 році в Ніжині нараховувалось 1800 греків, у 1782 році — близько 765, то в 1869 році їх вже було не більше 365 чоловік.
У зв'язку із поступовим зменшенням кількості греків змінювався й статус грецьких храмів. 1785 року, під час адміністративної реформи Катерини II, Ніжин з усіма церквами і монастирями, який раніше входив до складу Київської Митрополії, був підпорядкований архієпископу Чернігівському. Але грецькі храми були залишені в колишньому їхньому стані, тобто — під захистом самого Київського митрополита. Але згодом, втративши зверхність Константинопольських патріархів та Київських митрополитів, у 1839 році грецька церковна громада Ніжина була передана у відання архієпископу Чернігівському, а з 1855 року — приписана до Ніжинського Благовіщенського монастиря. У 1872 році самоврядування грецької громади остаточно було скасоване офіційним наказом Правительствующего Сенату, а все майно та капітали її передані міській громаді Ніжина.
У загальне користування мешканців Ніжина перейшли й грецькі Всіхсвятська, Михайлівська та Костянтино-Оленинська церкви, але за давньою традицією їх продовжували відвідувати нащадки ніжинських греків.

## Сучасність
За часів комуністичного режиму, Михайлівську церкву з грецьких церков закрили першою і облаштували в ній склад. У 1930-х роках знищили верхні поверхи стрункої дзвіниці, що була колись найвищою спорудою старого міста. А після війни бульдозери довершили чорну справу, розтягнувши її залишки разом з цегляною огорожею.
В ході історії храм не піддавався перебудовам.
За часів незалежності приміщення було передане УПЦ КП, але для відвідувань церква зачинена і на сьогодні використовується як склад. 
2017 року навколо церкви поставили металеву огорожу.

## Церква в масовій культурі
Біля Михайлівської церкви відбувається перша сцена фільму "Припутні" (2017)

## Архітектура
Церква відноситься за своєю архітектурою до ранньо-християнської доби на Балканах. Пам'ятник є одним з варіантів древнього типа однокупольних церков з апсидами-кліросами, древнім по типології прикладам кам'яної архітектури. Храм споруджений з цеглини, оштукатурений і побілений, в плані представляє форму хреста з невеликим винесенням бічних гранованих південної і північної гілок, з напівкруглою апсидою і подовженою західною гілкою. Розміри храму 29,7 м на 14,7 м, висота до карнізу 10,5 метрів. Товщина стін досягає 2-х метрів.
Зовнішній декор храму простий: карниз, прямокутні ніші над позбавленими декору арочними віконними отворами.

## Інтер'єр
Інтерес представляє інтер'єр церкви, який має незвичайне вирішення зведення, рівень п'ят якого збігається з рівнем п'ят попружних арок. Це додало йому легкості і вишуканості. Просторове рішення інтер'єру церкви трактує нам самобутню і незвичайну для Лівобережної України споруду. Історія будівництва церкви маловивчена.